# Nissan S-Cargo
La Nissan S-Cargo è un'autovettura prodotta dalla casa automobilistica giapponese Nissan Motor dal 1989 al 1991.

## Descrizione
La S-Cargo è un piccolo furgone in stile retrò, originariamente commercializzato esclusivamente in Giappone.
Il design esterno dell'S-Cargo è stato ispirato dal furgone Citroën 2CV Fourgonnette, come anche lo stile degli interni e il volante. A spingere la vettura c'è un motore da 1,5 litri a quattro cilindri in linea abbinato ad uno schema "tutto avanti", con trazione anteriore e motore trasversale, coadiuvato ad un cambio automatico a 3 velocità.
Il veicolo è stato presentato al salone di Tokyo nel 1989.
Nel 2011 il critico d'arte Phil Patton, scrivendo per il New York Times, la definì "sfacciatamente retrò, combinando promiscuamente elementi della Citroën 2CV, Renault 4, Mini e Fiat 500.